# British Independent Film Awards 1999
Die zweite Verleihung der British Independent Film Awards fand am 14. Oktober 1999 im Royal Café in London vor 450 Gästen statt. Die Veranstaltung wurde von John Gordon Sinclair moderiert.

## Jury
- Hossein Amini
- Chris Auty, Vorsitzender der The Works Media Group
- Pippa Cross, Produzentin
- Sadie Frost
- Norma Heyman, Direktorin von NFH Films / Heyman Hoskins Films
- Richard Jobson, Regisseur und Produzent (16 Years of Alcohol)
- Sarah Radclyffe, Filmproduzentin
- Daniel Weinzweig
- Michiyo Yoshizaki, Vorsitzender von NDF International

## Nominierungen und Preise
| Preis                                                   | Originalbezeichnung                                          | Nominierungen | Preisträger                                   |
| ------------------------------------------------------- | ------------------------------------------------------------ | --- | --------------------------------------------- |
| Bester britischer Independentfilm                       | Best British Independent Film                                | - A Room for Romeo Brass - Gods and Monsters - Hilary & Jackie - The War Zone - Wonderland | Wonderland                                    |
| Bester englischsprachiger ausländischer Independentfilm | Best Foreign Independent Film - English Language             | - Buffalo ’66 - Happiness - Praise - Rushmore - Blair Witch Project |                                               |
| Bester fremdsprachiger ausländischer Independentfilm    | Best Foreign Independent Film - Foreign Language             | - Alles über meine Mutter - Festen - Life Is Beautiful - Romance XXX - Liebe das Leben | Alles über meine Mutter (Todo sobre mi madre) |
| Bester Schauspieler                                     | Best Performance by an Actor in a British Independent Film   | - Ian McKellen in Gods and Monsters - Michael Caine in Little Voice - Daniel Auteuil in The Lost Son - Daniel Craig in Der Schützengraben - Ray Winstone in The War Zone                                                  | Ian McKellen                                  |
| Beste Schauspielerin                                    | Best Performance by an Actress in a British Independent Film | - Emily Watson in Hilary & Jackie - Rachel Griffiths in Hilary & Jackie - Jane Horrocks in Little Voice - Lara Belmont in The War Zone - Gina McKee in Wonderland                                                         | Emily Watson                                  |
| Beste Regie                                             | Best Director of a British Independent Film                  | - Shane Meadows für A Room for Romeo Brass - Bill Condon für Gods and Monsters - Anand Tucker für Hilary & Jackie - Tim Roth für The War Zone - Michael Winterbottom für Wonderland                                       | Anand Tucker                                  |
| Douglas Hickox Award                                    | The Douglas Hickox Award                                     | - Jasmin Dizdar für Beautiful People - Damien O’Donnell für East is East - Justin Kerrigan für Human Traffic - Clare Kilner für Janice Beard - Lynne Ramsay für Ratcatcher                                                | Lynne Ramsay                                  |
| Bester Newcomer                                         | Most Promising Newcomer                                      | - Eileen Walsh für Janice Beard - Simon Bowles für Lighthouse – Insel des Grauens - Alwin H. Küchler für Ratcatcher - Keri Arnold für The Darkest Light - Lara Belmont für The War Zone                                   | Lara Belmont                                  |
| Bestes Drehbuch                                         | Best Screenplay                                              | - Shane Meadows für A Room for Romeo Brass - Paul Fraser für A Room for Romeo Brass - Jasmin Dizdar für Beautiful People - Ayub Khan Din für East is East - Lynne Ramsay für Ratcatcher - David Kane für This Year's Love | Ayub Khan Din                                 |
| Beste Produktion                                        | Best Achievement In Production                               | - Following - Get Real – Von Mann zu Mann - Human Traffic - Lighthouse – Insel des Grauens - Der Schützengraben | Human Traffic                                 |
| Produzent des Jahres                                    | Producer of the Year                                         | - Steve Clark-Hall - Simon Channing-Williams - Sam Taylor - Graham Broadbent - Barnaby Thompson | Simon Channing-Williams                       |

Weitere Preise
- Auszeichnung für das Lebenswerk: Nicolas Roeg
- Spezialpreis der Jury: Simon Perry